# Marceline Loridan-Ivens
Marceline Loridan-Ivens (19 de março de 1928 - 18 de setembro de 2018) foi uma escritora e diretora de cinema francês que era casada com Joris Ivens. O seu livro de memórias, But You Did Not Come Back, detalha a sua vida durante o tempo que passou em Auschwitz-Birkenau.

## Biografia
Nasceu em Marcelibe Rozenberg em Épinal - França, numa família judia oriunda da Polónia. Com a chegada dos nazis ao território francês entrou para as fileiras da resistência e com ela colaborou até que foi presa pela Gestapo, a polícia secreta de Hitler. Com o pai, foi deportada para Auschwitz-Birkenau (Polónia) em 1944, onde viria a encontrar Simone Veil. Transferida primeiro para o campo de Bergen-Belsen (Alemanha), foi libertada em Maio de 1945, quando o exército soviético abriu os portões de Theresienstadt, na actual República Checa, e durante muito tempo teve dificuldade em aceitar que estava entre os que tinham sobrevivido a algo inimaginável.